# 役所とその過去
『役所とその過去: 第三帝国と連邦共和国におけるドイツ外交』（原題: Das Amt und die Vergangenheit: Deutsche Diplomaten im Dritten Reich und in der Bundesrepublik、ISBN 978-3896674302）とは、ドイツ外務省により公開され、Karl Blessing Verlagにより2010年10月28日出版された880ページの報告書である。この報告書はホロコーストに外務省が関与していたとする新事実を裏付けるものである。邦訳は『ドイツ外務省〈過去と罪〉――第三帝国から連邦共和国体制下の外交官言行録』（えにし書房、2018年）。

## 経緯
この報告書は2005年元ドイツ外相ヨシュカ・フィッシャーにより付託され、ギド・ヴェスターヴェレ外相に提出された。報告書の調査の結果は、将来のドイツ外交官に向けた訓示の意味合いも織り込まれていた。
ヴェスターヴェレに届けられる前に、同報告書は商業出版され、2011年現在34.95ユーロで販売されている。

## 懐疑説
この報告書に対し、TIME誌はなぜ65年も遅れて告発したのか疑問に思うとの懐疑的な意見を述べている。